# Lavalette (Alta Garonna)
Lavalette è un comune francese di 641 abitanti situato nel dipartimento dell'Alta Garonna nella regione dell'Occitania.

## Società

### Evoluzione demografica
Abitanti censiti

## Monumenti

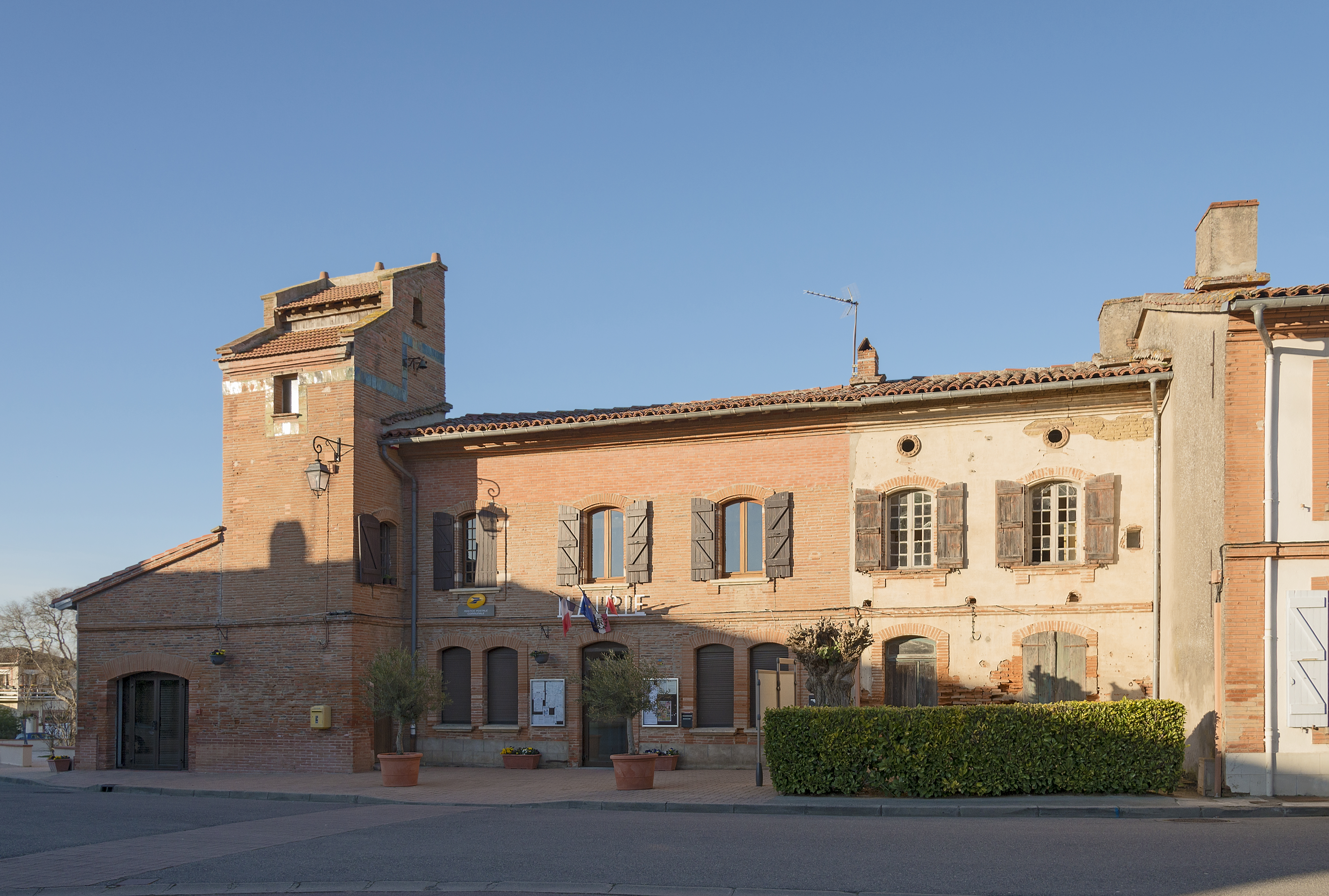
Il municipio.
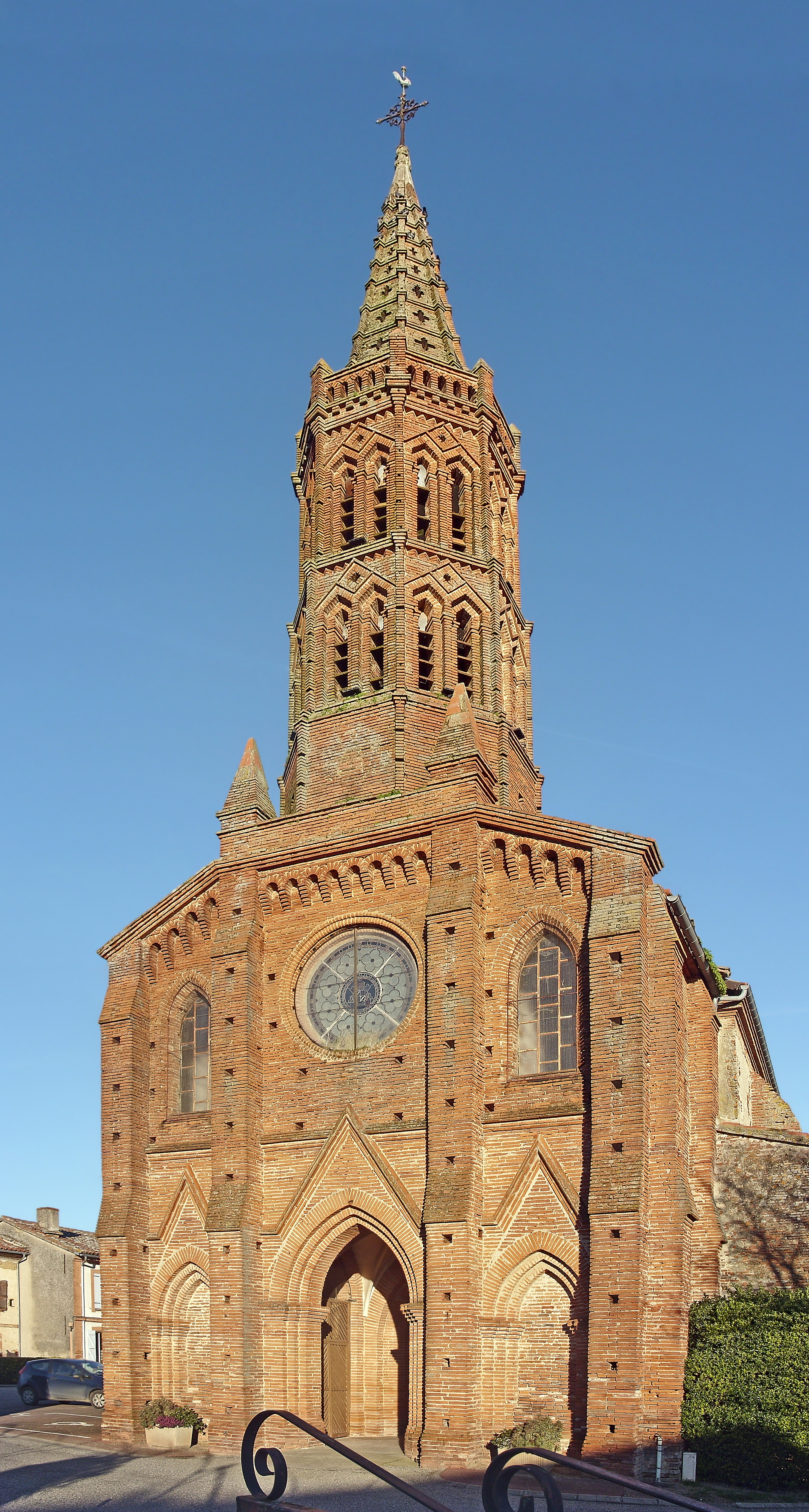
Chiessa Saint-Laurent
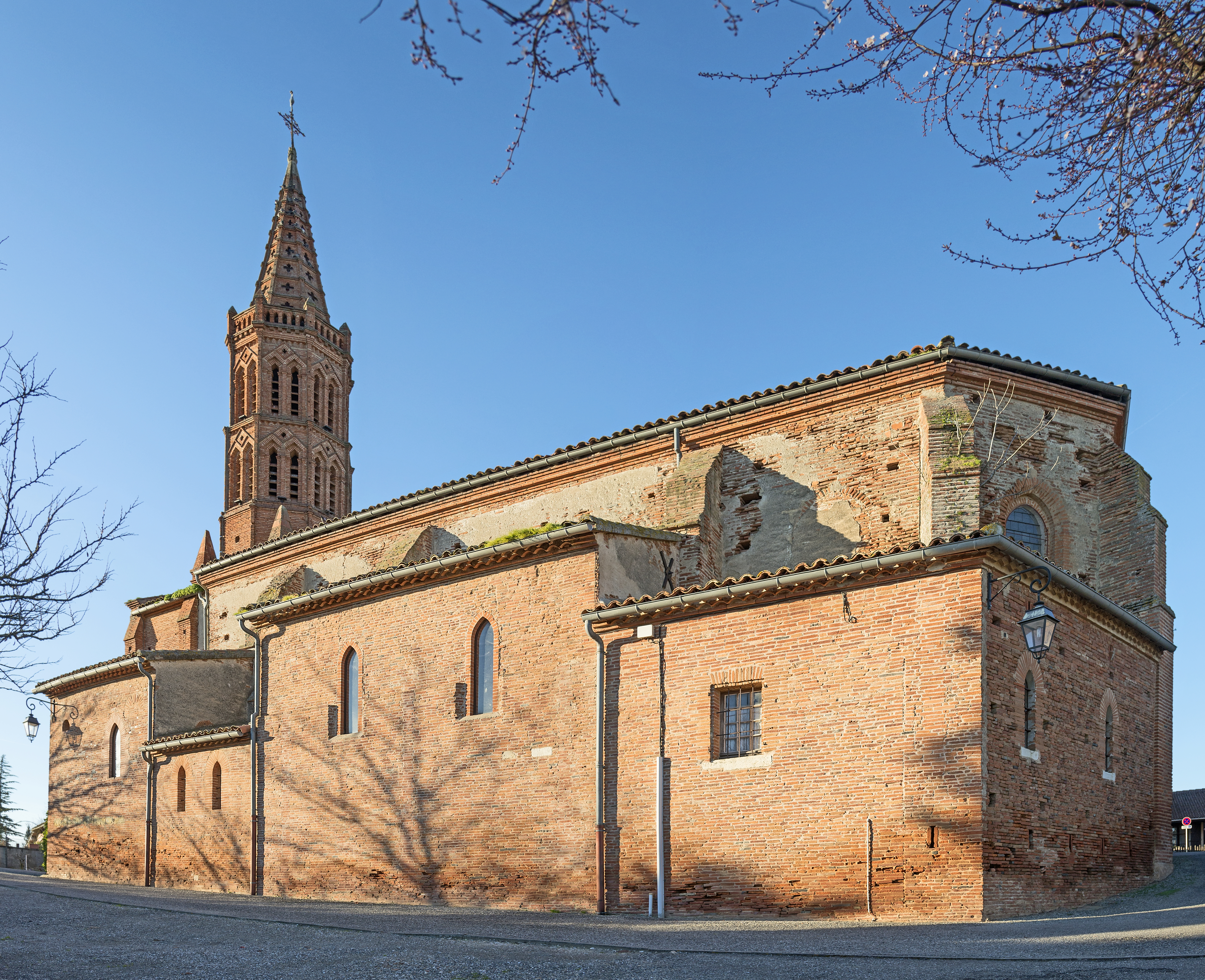
Chiessa Saint-Laurent
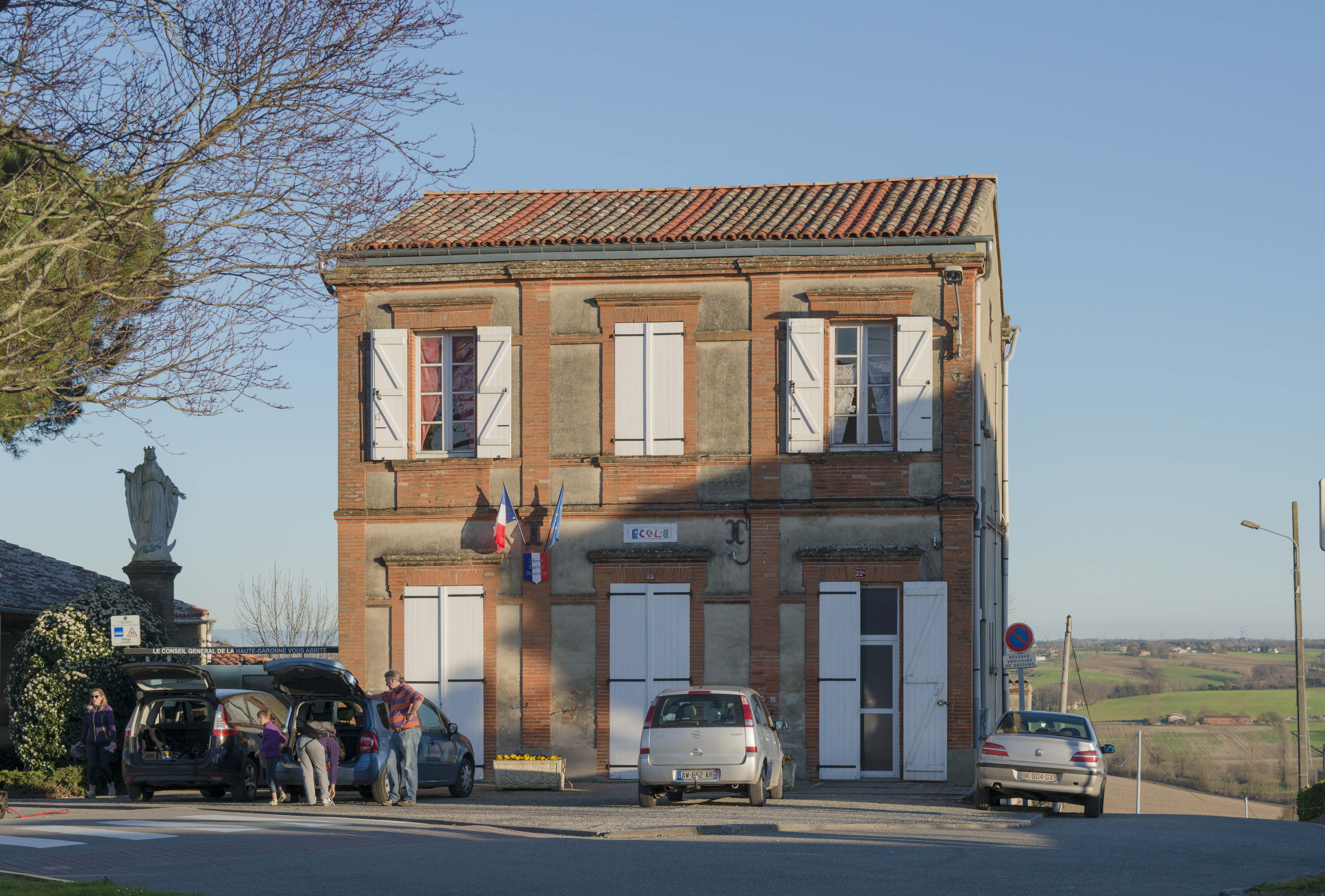
Scuola